# 스티브 크로퍼
스티브 크로퍼(영어: Steve Cropper, 1941년 10월 21일 ~ )는 미국의 기타리스트, 작곡가, 음반 프로듀서이다. 그는 오티스 레딩, 샘 & 데이브, 칼라 토머스, 루퍼스 토머스, 조니 테일러와 같은 아티스트들을 후원한 스택스 레코드의 하우스 밴드 부커 T. & 더 M.G.'s의 기타리스트이다. 그는 또한 이러한 많은 음반의 제작자로 활동했다. 그는 후에 블루스 브라더스 밴드의 멤버였다. 《롤링 스톤》은 그를 역사상 가장 위대한 기타리스트 100인 중 39위로 선정했고, 그는 7개의 후보 중 2개의 그래미 어워드를 받았다.

## 어린 시절
미주리주 윌로스프링스 근처의 농장에서 태어난 크로퍼는 9살 때 가족과 함께 멤피스로 이사하기 전에 근처의 마을인 도라와 웨스트플레인스에서 살았다. 그는 멤피스에서 흑인 교회 음악에 노출되어 "나를 날려버렸다"고 말했다. 크로퍼는 14살 때 우편 주문을 통해 자신의 첫 기타를 구입했다.
그는 파이브 로열스를 사랑했고, 그는 탈 팔로우, 척 베리, 지미 리드, 쳇 앳킨스, 파이브 로열스의 로먼 폴링, 빌 도갯 밴드의 빌리 버틀러를 포함한 기타리스트들을 존경했다.

## 경력
크로퍼와 기타리스트 찰리 프리먼은 로열 스페이드를 결성했고, 이들은 결국 더 마키스가 되었다. 이 이름은 당시 위성 레코드로 알려진 스택스 스튜디오 밖에서 대형 천막을 지칭했다. 결국, 더 마키스는 세션에서 연주하기 시작했고 1961년 〈Last Night〉로 그들 자신의 히트 싱글을 만들었다.
2011년 8월 9일, 크로퍼는 파이브 로열스에게 바치는 헌정 음반 《Dedicated》를 발매했다. 2013년, 그는 피터 프램턴의 기타 서커스 투어의 일부로 선택된 콘서트에 특별 게스트로 참여했는데, 첫 공연에는 프램턴, 로버트 크레이, 빈스 길 등이 출연했다.
2013년 4월, 크로퍼는 뉴욕 매디슨 스퀘어 가든에서 열린 에릭 클랩튼의 제4회 크로스 로드 기타 페스티벌에 부커 T. & 더 M.G.'s뿐만 아니라 부커 T. 존스, 맷 머피와 함께 출연했다.